# Yugo Iiyama
Yugo Iiyama (født 6. marts 1986) er en japansk fodboldspiller.
Han har spillet for flere forskellige klubber i sin karriere, herunder Grulla Morioka.